# Vs.
Vs. je druhé řadové album skupiny Pearl Jam. Bylo vydáno 19. října 1993 (Epic Records). Po prvotině skupiny, albu Ten, přichází na tomto albu s výrazně jiným zvukem a celkově skladbou písně. Tento odklon však skupině prospěl,[zdroj?] po albu Ten byla zaškatulkována do pod-stylu grunge.
Album obsahuje hity Animal, Daughter a Rearviewmirror (někdy jen RVM).

## Písně alba
Všechny texty napsal Eddie Vedder
| Pořadí         | Název                                            | Hudba                    | Délka |
| -------------- | ------------------------------------------------ | ------------------------ | ----- |
| 1.             | Go                                               | Abbruzzese               | 3:12  |
| 2.             | Animal                                           | Gossard                  | 2:49  |
| 3.             | Daughter                                         | Gossard                  | 3:55  |
| 4.             | Glorified G                                      | Gossard,McCready         | 3:26  |
| 5.             | Dissident                                        | Gossard, McCready, Ament | 3:35  |
| 6.             | W.M.A.                                           | Abbruzzese, Ament        | 5:59  |
| 7.             | Blood                                            | Gossard, McCready        | 2:50  |
| 8.             | Rearviewmirror                                   | Vedder                   | 4:44  |
| 9.             | Rats                                             | Ament                    | 4:15  |
| 10.            | Elderly Woman Behind the Counter in a Small Town | Vedder                   | 3:15  |
| 11.            | Leash                                            | Gossard, McCready        | 3:09  |
| 12.            | Indifference                                     | Ament, Gossard           | 5:02  |
| Celková délka: | Celková délka:                                   | Celková délka:           | 46:11 |

Reissue 2011 (bonusy)
| Pořadí | Název                                | Hudba             | Délka |
| ------ | ------------------------------------ | ----------------- | ----- |
| 13.    | Hold On                              | Gossard           | 4:40  |
| 14.    | Cready Stomp                         | McCready          | 3:23  |
| 15.    | Crazy Mary (Victoria Williams cover) | Victoria Williams | 5:39  |